# 异巴胺
异巴胺是一种有机化合物，化学式为C20H23NO4，它是一种生物碱。它可以甲基香荚兰醛和3,4-二甲氧基苯乙酸为原料，经多步反应合成得到。